# Voivodato di Leszno

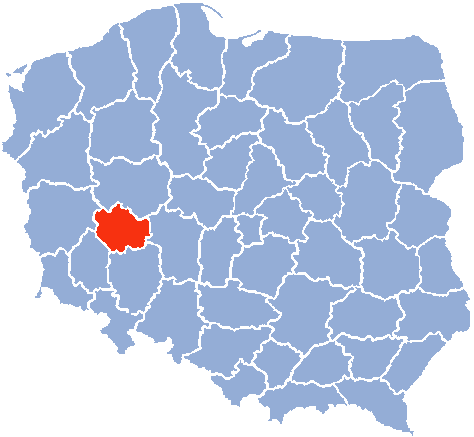
Voivodato di Leszno

Il voivodato di Leszno (in polacco: województwo leszczyńskie) è stato un'unità di divisione amministrativa e governo locale della Polonia dal 1975 al 1998. Nel 1999, con la nuova suddivisione in voivodati, è stato sostituito dal voivodato della Grande Polonia. La capitale era Leszno.

## Principali città (popolazione nel 1995)
- Leszno (61.300)
- Kościan (24.600)
- Rawicz (21.500)
- Gostyń (20.600)